# Gornji Viduševac
Gornji Viduševac – wieś w Chorwacji, w żupanii sisacko-moslawińskiej, w mieście Glina. W 2011 roku liczyła 468 mieszkańców.